# 17 plombs pour péter les tubes
Albums de Ludwig von 88
Tout pour le trash
(1992) Prophètes et Nains de jardin
(1996)
17 plombs pour péter les tubes est le cinquième album studio du groupe de punk rock français Ludwig von 88, paru en [novembre 1994]. Il s'agit d'un album intégralement composé de reprises.

## Liste des pistes
1. La ganja (reprise de La Bamba de Los Lobos)
2. Je suis un évadé (reprise de Nuclear Device)
3. Amoureux solitaires (reprise de Lio)
4. We Will Rock You (reprise de Queen)
5. L'Amour à la plage (reprise de Niagara)
6. Potemkine (reprise de Jean Ferrat)
7. Come Together (reprise des Beatles)
8. Laissons entrer le soleil (reprise de la comédie musicale Hair, et du groupe The Fifth Dimension)
9. Boum ! (reprise de Charles Trenet)
10. Boys (reprise de la chanson Boys (Summertime Love) de Sabrina)
11. Havana Affair (reprise des Ramones)
12. Libertine (reprise de Mylène Farmer)
13. Capri c’est fini (reprise d’Hervé Vilard)
14. Stairway to Heaven (reprise très grave de Led Zeppelin proche du style Death metal)
15. L'Oiseau et l'Enfant (reprise de Marie Myriam)
16. Houlala (reprise de Ludwig von 88 !)
17. Ne me quitte pas (reprise de Jacques Brel)